# Стойков, Стойко
Стойко Стойков (26 октября 1912, София — 9 декабря 1969, София) — болгарский языковед, болгарист, основоположник болгарской диалектологии.

## Биография
Изучал славянскую филологию в Софийском университете. Специализировался на фонетике, диалектологии и славянском языкознании в Праге (1937—1939). Получил степень доктора философия в Карлове университете (1939). Работал в Институте болгарского языка при Болгарской академии наук как ассистент (1942), а затем как руководитель секции болгарской диалектологии лингвистического атласа (1952—1969) и заместитель директора Института (1958—1969), в Софийском университете как ассистент (1943), доцент (1947) и профессор (1950—1969). Был деканом филологического факультета (1953—1954, 1962—1966) и проректором (1958—1960). Председатель Комиссии по фонетике и фонологии при Международном комитете славистов (1968—1969) и секретарь Комитета (1959—1964).

## Диалектология
Научная деятельность Стойко Стойкова лежала в области болгарской диалектологии, фонетики и лексикологии. Основополагающим является его и уникальным на сегодняшний день является его труд «Болгарская диалектология» (болг. Българска диалектология, 1949, выходил в улучшенных и расширенных изданиях в 1962-м, 1968-м и, посмертно, в 1993-м и 2002-м гг.). Стойков является автором монографий «Банатский говор» (болг. Банатският говор, 1967) и «Лексика банатского говора» (болг. Лексиката на банатския говор, 1968), а также сопоставительного исследования «Говор с. Твырдица (Сливенская область в Болгарии) и с. Твардица (Молдавская ССР)». Особый интерес представляет его исследование «Софийский ученический социолект. К вопросу о болгарской социолингвистике» (болг. Софийският ученически говор. Принос към българската социална диалектология, 1946). Под руководством Стойкова и при прямом его участии составлен «Болгарский диалектный атлас» (болг. Български диалектен атлас, в 4 т., 1964—1981).

## Фонетика
Самыми главными трудами Стойкова в области болгарской фонетики являются «Болгарское книжное произношение» (болг. Български книжовен изговор, 1942) и «Введение в болгарскую фонетику» (болг. Увод в българската фонетика, 1955, 3-то попр. изд. под загл. «Увод във фонетиката на българския език», 1966).

## Лексикология
Стойков внёс вклад и в развитие болгарской лексикографии и лексикологии. Он является одним из авторов «Орфографического и орфоэпического справочника» (болг. Правописен и правоговорен наръчник) (1945, 3-е перер. и доп. изд. под заглавием «Орфографический словарь болгарского литературного языка» (болг. Правописен речник на българския книжовен език, 1954) и «Болгарского толкового словаря» (болг. Български тълковен речник, 1955, 4-е изд. 1994), одним из редакторов «Словаря современного болгарского литературного языка» (болг. Речник на съвременния български книжовен език, 3 т., 1955—1959). У Стойкова были также публикации по творчеству болгарских возрожденческих писателей и поэтов.